# Cyclopinodes elegans
Cyclopinodes elegans is een eenoogkreeftjessoort uit de familie van de Hemicyclopinidae. De wetenschappelijke naam van de soort is voor het eerst geldig gepubliceerd in 1894 door Scott, T..